# Gymnasien in Prag

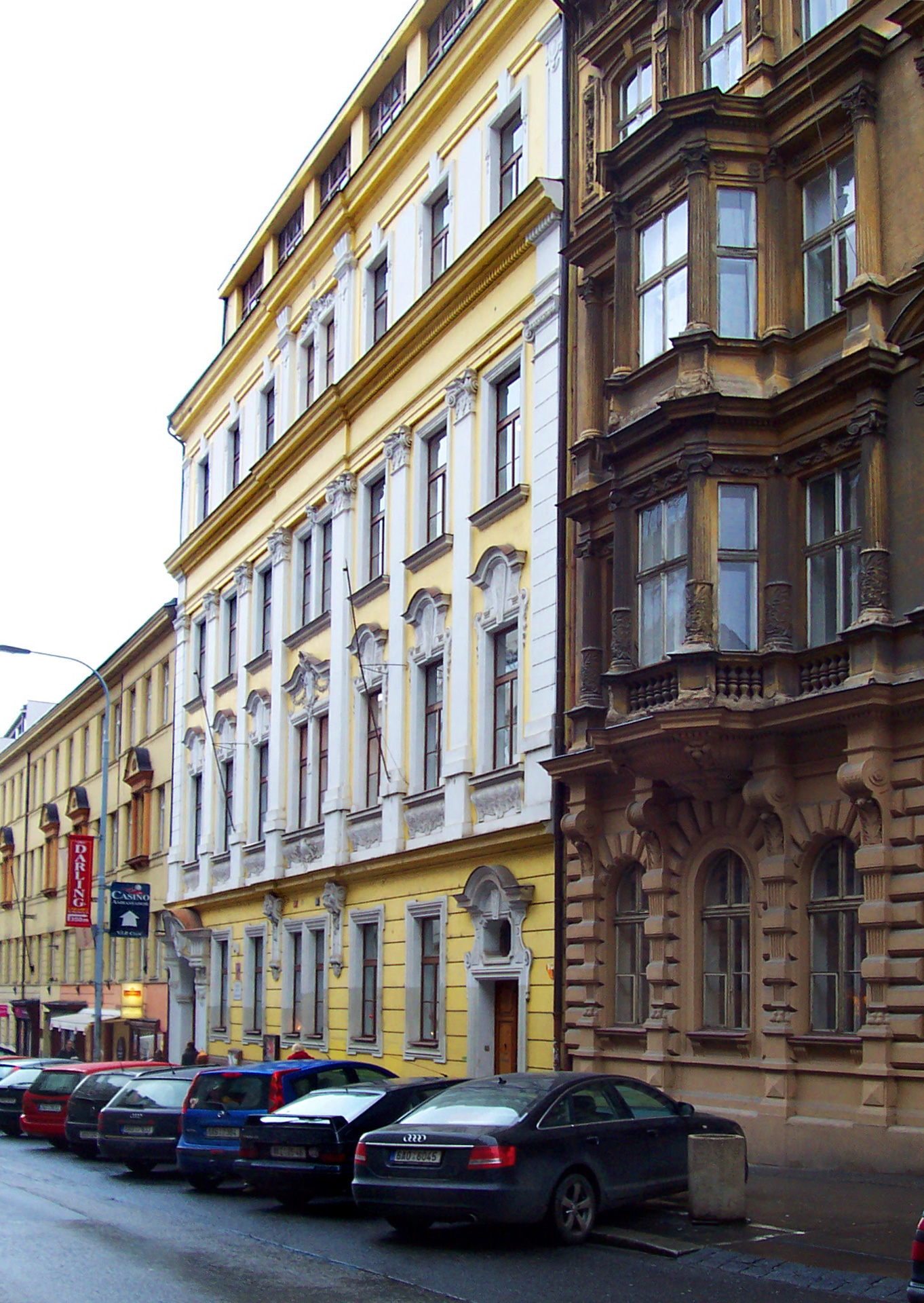
Akademisches Gymnasium Prag

Gymnasien waren und sind wichtige Bildungszentren in der tschechischen Hauptstadt Prag.

## Geschichte

### Jesuitenkollegien 1556–1773
1556 wurde in Prag ein  Jesuitenkolleg mit einem Gymnasium eingerichtet, als zweites im Habsburgerreich nach Wien. 1616 wurde dieses zur katholischen Universität erhoben. 1625 und 1628 entstanden zwei weitere Gymnasien in Jesuitenniederlassungen auf der Kleinseite und in der Neustadt.
1773 wurde der Orden aufgelöst.

### Gymnasien 1774–1871
Das Altstädter Akademische Gymnasium wurde danach eine Zeitlang von Prämonstratensern geführt, das Neustädter Gymnasium von Piaristen. Es wurden später auch modernere Unterrichtsfächer wie Geschichte, Mathematik und Physik eingeführt. Die Unterrichtssprache war zunächst Deutsch, die Mehrzahl der Schüler war deutschsprachig.
Später (nach 1848?) wurde im Akademischen Gymnasium die Unterrichtssprache tschechisch.
Von den deutschen und tschechischen Schülern wurden einige zu Gelehrten oder Wissenschaftlern.

### Gymnasien 1872–1918

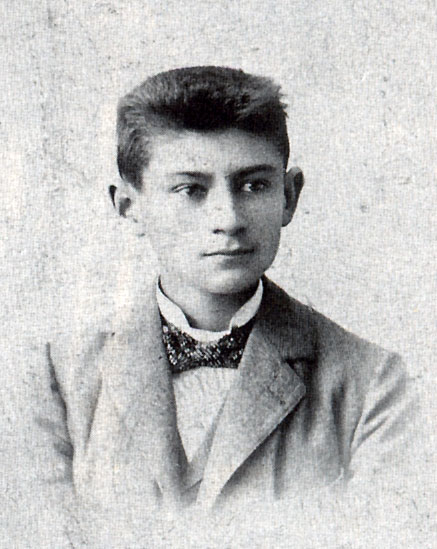
Franz Kafka, um 1899

Seit etwa 1872 wurden weitere Gymnasien mit deutscher und tschechischer Unterrichtssprache gegründet, darunter das erste mitteleuropäische Mädchengymnasium „Minerva“ 1890.
Von den Schülern dieser Zeit wurden einige zu bekannten Schriftstellern oder Künstlern, wie Franz Kafka, Rainer Maria Rilke, Franz Werfel und Max Brod. Diese bildeten danach den Kern der sogenannten Prager deutschen Literatur.
1918 gab es fünf tschechische und vier deutsche Gymnasien sowie vier tschechische Realgymnasien in der Stadt.

### Gymnasien 1919–1944
Nach der Gründung der Tschechoslowakei 1919 wurden alle deutschen Gymnasien zunächst geschlossen. 1924 gab es fünf Gymnasien, sechs  Jungen- und fünf  Mädchenrealgymnasien mit tschechischer Unterrichtssprache, außerdem ein französisches und ein russisches Realgymnasium. Um 1927  wurden wieder zwei deutschsprachige Realgymnasien zugelassen.
1936 gab es fünf Gymnasien und 18 Realgymnasien, darunter zwei deutsche, zwei französische und ein englisches.
Nach der deutschen Besetzung  1939 blieben einige bestehen, die meisten mit tschechischer Sprache.

### Oberschulen 1953–1990
Nach 1948 wurden die Gymnasien umgewandelt, zunächst in 11-klassige, dann in 12-klassige Allgemeinbildende Oberschulen.

### Gymnasien seit 1991
Um 1990 erfolgte eine Umbildung zu Gymnasien. 2020 gab es über 40 Gymnasien in Prag, einige von ihnen kombiniert mit anderen Ausbildungsformen. Diese haben acht oder vier Klassen, selten sechs, nach fünf-, neun- oder siebenjähriger Grundschulzeit.

## Historische Gymnasien (Auswahl)
- Akademisches Gymnasium, 1556 als Jesuitenkolleg gegründet, 1616 katholische Universität, nach 1773 Akademisches Gymnasium, ab etwa 1850/60 mit tschechischer Unterrichtssprache, bis etwa 1944, danach Oberschule, seit 1991 wieder Gymnasium
- Kleinseitner Gymnasium, 1625 als Jesuitenkolleg gegründet, nach 1773 Gymnasium mit deutscher Unterrichtssprache, 1919 geschlossen, um 1930 gab es wieder ein deutsches Realgymnasium auf der Kleinseite
- Neustädter Gymnasium am Graben, 1628 als Jesuitenkolleg gegründet, 1773 geschlossen, um 1786 Neugründung durch Piaristen als deutschsprachiges Gymnasium, um 1919 geschlossen
- Altstädter deutsches Gymnasium, 1872 als Realgymnasium gegründet, 1879 zu Gymnasium, um 1915 wieder zu Realgymnasium, um 1919 geschlossen
- Stephansgymnasium, 1881 gegründet, deutschsprachig, 1919 geschlossen, um 1930 als deutsches Realgymnasium wiedereröffnet, um 1939 zur deutschen Oberschule herabgestuft, um 1944 geschlossen
- Mädchengymnasium Minerva, 1890 als erstes Mädchengymnasium in Mitteleuropa gegründet, um 1907 zu städtischem Realgymnasium, bestand bis 1953

## Gymnasien seit 1990
- Akademisches Gymnasium
- Österreichisches Gymnasium Prag
- Deutsche Schule Prag
- Thomas-Mann-Gymnasium der Landesversammlung der Deutschen in Böhmen, Mähren und Schlesien[10] seit 1996